# Покровка-Озерки
Покро́вка-Озерки́ (рос. Покровка-Озерки, башк. Покровка-Озерки) — присілок у складі Стерлітамацького району Башкортостану, Росія. Входить до складу Тюрюшлинської сільської ради.
Населення — 22 особи (2010; 25 в 2002).
Національний склад:
- росіяни — 40%
- казахи — 36%